# Kościół Świętego Ducha w Gozdnicy
Kościół Świętego Ducha – polskokatolicki kościół parafialny należący do dekanatu lubuskiego diecezji wrocławskiej.
Jest to dawna świątynia ewangelicka, wzniesiona w latach 1751–1753 (lub 1741). Budowla posiada charakterystyczną kopułę nakrytą dachówką artystyczną. Kościół znajduje się na cmentarzu.